# Río Cheptsá
El río Cheptsá (del ruso: Чепца) transcripción Cepca o Tcheptsa) es un río de la Rusia europea, el mayor afluente del río Viatka, a su vez afluente del río Kama y este del río Volga en su curso medio. Su longitud total es 501 km y su cuenca drena una superficie de 20 400 km².
Administrativamente, el río discurre por el Krai de Perm, Udmurtia y el Óblast de Kírov de la Federación de Rusia.

## Geografía

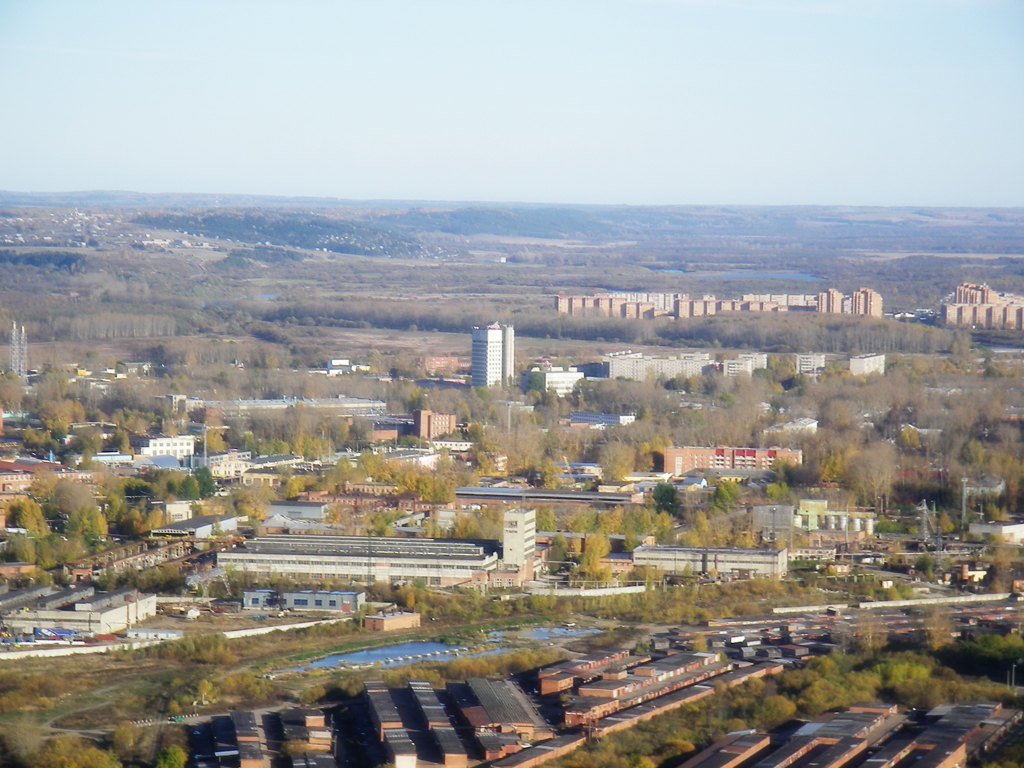
La ciudad de Glázov, con el río Cheptsá al fondo

El río Cheptsá nace en la parte septentrional del Krai de Perm, en los Altos del Kama, muy cerca de la localidad de Tokari. El río discurre primero en dirección sur, y tras un breve recorrido de unos 30 km se interna en Udmurtia por su parte centrooriental. Al llegar a Debesy el río se vuelve en dirección noroeste, pasando por Polom (del cual recibe por la izquierda al río Ita), Balezino y Glázov.
A partir de aquí el río toma cada vez más dirección oeste, y recibe, siempre por la izquierda, al río Ubyt y luego al río Lekma. A continuación se adentra en el Óblast de Kírov, también  por su parte centro oriental, y corre por la región de los Uvales del Viatka, recibiendo por la izquierda los ríos Svjatika y Kosa. Pasa luego cerca de Zuevka y desemboca por la izquierda en el río Viatka, en la ciudad de Kírovo-Chepetsk.
El río Cheptsá está congelado, en promedio, de noviembre a finales de abril/principios de mayo. Durante el resto del año es navegable en un trayecto de unos 135 km río arriba desde la boca.